# Lars Westman (borgmästare)
Lars Westman, född 1692, död 24 april 1765 i Umeå stadsförsamling, Västerbottens län, var en svensk borgmästare, riksdagsledamot och politiker.

## Biografi
Lars Westman föddes 1692. Han blev 1711 student vid Uppsala universitet och 1737 borgmästare i Umeå stad. Westman avled 1765.
Westman var riksdagsledamot för borgarståndet i Umeå vid riksdagen 1740–1741.
Westman var gift med Beata Christina Tystenberg (1713-1741) från Stockholm. Efter Beatas död gifte han om sig med Anna Elisabeth Stecksenia. Hon var dotter till kyrkoherden Nils Stecksenius och Barbro Christina Blank i Arnäs församling. Efter Westmans död gifte Anna Elisabeth Stecksenia sig med rådmannen Veit Söderberg i Härnösand.